# Michael Jordan’s Restaurant

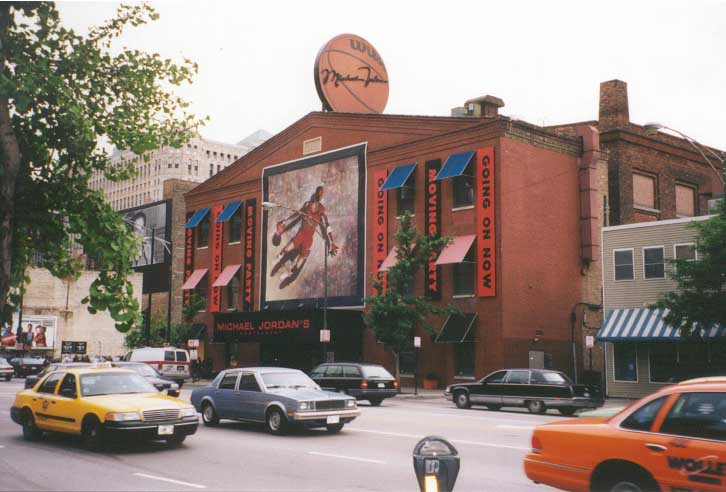
Michael Jordan’s Restaurant in Chicago

Michael Jordan’s Restaurant war ein Restaurant und eine Sportsbar, das sich in 500 N. LaSalle Street, Chicago, Illinois, Vereinigte Staaten von Amerika, befand.
Nach Michael Jordan, einem ehemaligen Basketballspieler der Chicago Bulls benannt, war das Restaurant einst eine der beliebtesten Touristenattraktionen in Chicago. Es wurde von 1993 bis 1999 betrieben und schloss kurz nach Michael Jordans zweitem Rücktritt vom professionellen Basketballsport.

## Menü und Attraktionen
Michael Jordan’s Restaurant pries sich selbst als „sportlich und lässig“ an, mit einem amerikanischen Menü. Die Speisekarte enthielt verschiedene Gerichte, wie z. B. Steak, Seezunge, Pasta, Hamburger, Rippchen, Hühnchen, Schweinekoteletts und Salate, sowie „Juanita's Macaroni and Cheese“, das auf einem Rezept von Michael Jordans Ehefrau, Juanita Jordan, beruhte.
Das Restaurant war in einem dreistöckigen Gebäude aus rotem Backstein beheimatet. Auf dem Dach des Gebäudes war ein 7,6 m hohes Modell eines Basketballs installiert. Am Eingang war ein 9,1 mal 9,1 Meter großes Banner, das Michael Jordan in einer Collage zeigt, aufgehängt. Im ersten Stock befanden sich die Sportsbar, welche Platz für 150 Gäste bot, ein Geschenkartikelladen, sowie eine 1,80 m mal 6,10 m große Leinwand. In der Sportsbar befand sich zudem eine große Anzahl an Michael-Jordan-Erinnerungs- und Fanstücken, unter anderem Trikots, Pokale, Schuhe, Fotos, Sports-Illustrated-Covers und von Kindern gezeichnete Porträts des Basketballstars. Der 200 Plätze umfassende Hauptspeiseraum, in dem auch ein von dem Chicagoer Künstler Ed Pasche angefertigtes Porträt Jordans zu sehen war, befand sich im zweiten Stockwerk. Die Jordan-Familie hatte ihren eigenen privaten Raum im zweiten Stockwerk. Dieser wurde nach Angaben der Angestellten mindestens dreimal in der Woche von Jordan besucht. Im dritten Stock des Gebäudes befand sich ein Tagungs- und Bankettsaal.
Michael Jordan erhielt unterschiedliche Reaktionen von Kritikern. Eleanor Lee Yates vom Fayetteville Observer sagte, das Restaurant sei eine „angenehme Überraschung“, während Sandra Kallio vom Wisconsin State Journal es lobte, für „eine ausgezeichnete Küche, hervorragende Mitarbeiter und erholsame Atmosphäre“.
Phil Vettel von der Chicago Tribune beurteilte es allerdings als „mittelmäßig“.

## Geschichte
Michael Jordan’s Restaurant war die Idee von Joe und Gene Silverberg, Besitzer des Bekleidungsgeschäft Bigsby & Kruthers. Sie erwarben 1990 die Rechte, um Michael Jordans Namen benutzen zu dürfen und investierten 6 Millionen US-Dollar für die Verwirklichung ihrer Idee. Jordan selbst besaß nie Anteile an dem Restaurant, obwohl er nach eigenen Angaben Einfluss auf die Ausstattung, sowie das Menü hatte. Er sagte, er wollte, dass dies ein Platz sein sollte, wo er seine Familie und Freunde zum Essen einladen kann.
Das Restaurant wurde am 28. April 1993 eröffnet. Gäste bei der Eröffnungszeremonie waren der Gouverneur von Illinois Jim Edgar, Chicagos Bürgermeister Richard M. Daley, Schauspieler Mickey Rooney und der Comedian Jackie Mason.
In den ersten paar Monaten nach Eröffnung verzeichnete das Restaurant bis zu 1500 Gäste und bis zu 7000 Telefonanrufe täglich. Viele Gäste warteten stundenlang, um einen Tisch zu bekommen, da das Restaurant für das Abendessen keine Reservierungen entgegennahm. Michael Jordan’s Restaurant blieb während der 90er Jahre eine beliebte Touristenattraktion und wurde ein wichtiger Treffpunkt für Chicago-Bulls-Fans während der Teilnahmen ihres Teams an den NBA Championships.
Im Jahr 1996 kam der erste Streit zwischen Jordan und den Silverbergs auf, als Jordan angeblich versuchte, das Familien-orientierte Restaurant in ein gehobenes Etablissement umzugestalten. 1997 eröffnete Michael Jordan selbst sein eigenes Restaurant in Chicago, offiziell bekannt als Sixtyblue; zeitgleich besuchte er seitdem nicht mehr das andere Restaurant, außer zu Wohltätigkeitsveranstaltungen. Jordans gleichnamiges Restaurant zog weiterhin die Massen an, obwohl er sich dort nicht mehr sehen ließ. Nach Jordans zweitem Rücktritt verkündeten die Silverbergs, dass sie den Platz in ein Sammy Sosas Restaurant umgestalten wollten, einem bekannten Chicago Cubs Baseballspieler; zeitgleich planten sie, Michael Jordans Restaurant in einem kleineren Gebäude neu zu eröffnen.
Im Oktober 1999 beauftragte Jordan einen Bundesrichter mit dem Anliegen, seinen Vertrag mit den Silverbergs aufzulösen, da er nicht hinreichend von den beiden informiert worden war, was die Pläne eines Umzuges anging. Jordan war außerdem erbost darüber, dass die Silverbergs der Presse mitteilten, das er nicht, wie vereinbart, regelmäßig zu Besuch im Restaurant war. Er erklärte, dass er nie verpflichtet war, dies zu tun, und dass die Silverbergs dadurch sein Image beschädigt hätten. Im Dezember 1999 schlossen die Silverbergs das Restaurant endgültig und im Juni 2000 erlangte Jordan die Exklusivrechte zur Verwendung seines Namens für Restaurants in Chicago. Sammy Sosas Restaurant wurde nie eröffnet, weil Sosa nach eigenen Angaben „Michael Jordan nicht auf den Schlips treten“ wollte.
Erinnerungsstücke aus Michael Jordan’s Restaurant wurden im Juni 2000 bei einer Auktion versteigert. 26 dieser Gegenstände gehörten zu der privaten Sammlung der Silverbergs. In dem Gebäude wurde später eine Filiale von Lalo’s Mexican Restaurant betrieben.